# Рамирес, Дэнни
Дэнни Рамирес (англ. Danny Ramirez; род. 17 сентября 1992, Чикаго, Иллинойс) — американский актёр. Он наиболее известен по ролям Уэса в телесериале «Одарённые», Марио Мартинеса в фильме «У меня на районе», Хоакина Торреса/Сокола в киновселенной Marvel и лейтенанта Микки «Фанбой» Гарсию в фильме «Топ Ган: Мэверик» (2022).

## Ранние годы
У Рамиреса колумбийские и мексиканские корни. Он учился в средней школе Майами Корал Парк. В детстве он хотел стать спортсменом и пробовал себя в футболе и американском футболе. Он говорит, что после получения травм ему потребовался год, чтобы понять, что ему нужна новая карьера.

## Карьера
Дэнни Рамирес дебютировал на телевидении в телесериале «Любовники» на телеканале Showtime, после чего последовали роли в сериале «Слепая зона» на телеканале NBC и в художественном фильме «Быстрое движение глаз», пока он учился в Школе искусств Тиш при Нью-Йоркском университете.
Он играл периодическую роль Уэса в телесериале Fox «Одаренные» и Марио Мартинеса в популярном сериале Netflix «У меня на районе». Он также был приглашенной звездой в фильме «Оранжевый — хит сезона». Его первые заметные работы в кино появились вскоре после окончания университета, в фильме Сэма Левинсона «Нация убийц», премьера которого состоялась на кинофестивале «Сандэнс». Вскоре после этого он сыграл Чипа в ремейке мюзикла «Девушка из долины» от Metro-Goldwyn-Mayer.
Недавно он завершил работу над фильмом «Трудности адаптации» режиссера Кэтрин О’Брайен (с Саймоном Пеггом, Джуно Темпл и Александрой Даддарио), премьера которого состоялась на кинофестивале «Трайбека» в 2019 году, фильмом Ричарда Бейтса-младшего «Глухой по музыкальному слуху», премьера которого состоялась на кинофестивале South by Southwest в 2019 году, и фильмом Дэвида Рабоя «Гигант», премьера которого состоялась на Международном кинофестивале в Торонто 7 сентября 2019 года.
В августе 2018 года было объявлено, что Рамирес снимется в фильме «Топ Ган: Мэверик» вместе с Томом Крузом.
В ноябре 2018 года Рамиресу была вручена третья ежегодная премия NYU Stonestreet Granite Award, которая ранее была присуждена Майлзу Теллеру и Рэйчел Броснахэн.
В 2021 году Рамирес сыграл Хоакина Торреса в телесериале Disney+ «Сокол и Зимний солдат», действие которого происходит в киновселенной Marvel. В 2025 году он повторил роль Торреса, который примерил на себя мантию Сокола, в фильме «Капитан Америка: Новый мир».
Он появился в фильме 2022 года «Root Letter», основанном на японской видеоигре. В январе 2022 года Рамирес был утвержден на роль в фильме «Звёзды в полдень» режиссера Клер Дени. В феврале 2022 года он снялся в триллере Hulu «Выхода нет» в роли Эша.

## Фильмография
| Год  |   | Русское название           | Оригинальное название             | Роль                            |
| ---- | - | -------------------------- | --------------------------------- | ------------------------------- |
| 2016 | с | Любовники                  | The Affair                        | движущий малыш                  |
| 2016 | с | Слепая зона                | Blindspot                         | паникующий студент              |
| 2017 | с | Оранжевый — хит сезона     | Orange Is the New Black           | Паоло                           |
| 2017 | с | Одарённые                  | The Gifted                        | Уэс                             |
| 2018 | с | У меня на районе           | On My Block                       | Марио Мартинес                  |
| 2018 | ф | Нация убийц                | Assassination Nation              | Даймонд                         |
| 2019 | ф | Музыкальная глухота        | Tone-Deaf                         | Родриго                         |
| 2019 | ф | Трудности адаптации        | Lost Transmissions                | Джейк                           |
| 2019 | ф | Гигант                     | The Giant                         | Бреди                           |
| 2019 | ф | Укрытие                    | Silo                              | Дэниел «Луча» Мендоса           |
| 2020 | ф | Это не история о войне     | This Is Not a War Story           | Тимоти Рейес                    |
| 2020 | ф | Девушка из долины          | Valley Girl                       | Чип                             |
| 2021 | с | Сокол и Зимний солдат      | The Falcon and the Winter Soldier | Хоакин Торрес                   |
| 2022 | с | Истории ходячих мертвецов  | Tales of the Walking Dead         | Эрик                            |
| 2022 | ф | Выхода нет                 | No Exit                           | Чип                             |
| 2022 | ф | Топ Ган: Мэверик           | Top Gun: Maverick                 | лейтенант Микки «Фанбой» Гарсия |
| 2022 | ф | Посмотри в обе стороны     | Look Both Ways                    | Гейб                            |
| 2022 | ф | Звёзды в полдень           | Stars at Noon                     | коста-риканский полицейский     |
| 2023 | с | Чёрное зеркало             | Black Mirror                      | Хектор                          |
| 2023 | ф | Каштан                     | Chestnut                          | Дэнни                           |
| 2024 | ф | Уиннер                     | Winner                            | Андре                           |
| 2025 | ф | Капитан Америка: Новый мир | Captain America: Brave New World  | Хоакин Торрес / Сокол           |
| 2025 | с | Одни из нас                | The Last of Us                    | Мэнни                           |
| 2026 | ф | Мстители: Судный день      | Avengers: Doomsday                | Хоакин Торрес / Сокол           |